# 龍山 (新興)
龙山位于广东省新兴县六祖镇(原集成镇)内，其上建有国恩寺。
通常当地人认为龙山即为国恩寺。国恩寺是中国佛教禅宗六祖惠能大师的圆寂之地。建于唐高宗弘道元年（683年），名“报恩寺”。唐中宗神龙二年（706年）赐名为“国恩寺”，再有武则天手写《敕赐国恩寺》。迄今已有1300多年历史。该寺依山而筑、古朴典雅。有六祖父母坟、六祖浴身池、七层报恩塔等景点。国恩寺在佛教界视为岭南第一胜域。
六祖镇(原集成镇)内有六祖故居。藏佛坑景点，水月庵景点。